# Waite Stirling
Pour les articles homonymes, voir Stirling.
Waite Hockin Stirling (1829 - 19 novembre 1923) est un missionnaire anglican de la Patagonian Missionary Society, actif en Amérique du Sud pendant la seconde moitié du XIXe siècle. 
Il devint le premier évêque (anglican) des Îles Malouines avec juridiction sur toute l'Amérique du Sud (hormis la Guyane britannique) et fut à l'origine de la construction de la cathédrale de Port Stanley, la capitale du petit archipel. 

## Biographie

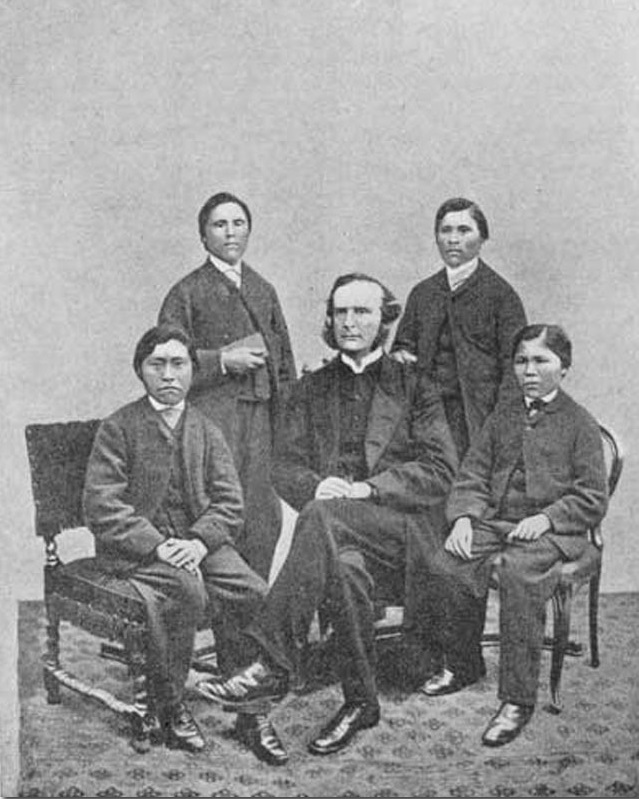
Waite Stirling assis avec quelques fuégiens baptisés

Vers le milieu du XIXe siècle, la Patagonian Missionary Society (Association missionnaire de Patagonie) qui œuvrait dans les régions les plus australes de l'Amérique du Sud, subit d'importants revers avec de lourdes pertes dans son projet d'évangéliser les Yagans de la Terre de Feu. En 1851, le capitaine Allen Gardiner et ses compagnons moururent de faim à Spanish Harbour sur l'île Picton. En 1859 les Yagans massacrèrent un groupe de missionnaires à Wulaia Bay, sur l'île Navarino.
En 1854, l'Association rétablit sa base missionnaire à l'île Keppel aux îles Malouines. Stirling en devint le secrétaire en Angleterre. En 1861, il se rendit sur place en tant qu'intendant principal de la mission. De là, il rétablit des contacts avec les Yagans de la Terre de Feu et en janvier 1869, il servit en tant que missionnaire travaillant seul à Ushuaïa.
Pendant son apostolat à Ushuaia en tant que « Sentinelle solitaire de Dieu », comme il se présentait lui-même, il fut convoqué à Londres pour le 21 décembre 1869 afin d'y être consacré « évêque des îles Malouines » dans l'abbaye de Westminster. C'était alors la pratique habituelle de nommer les diocèses d'Outre-Mer d'après le nom d'une possession britannique. Sept chapelains consulaires et plusieurs autres relevant de compagnies privées furent placés sous sa juridiction. Mais il lui fallut plusieurs années pour établir son autorité sur les ecclésiastiques ou congrégations récalcitrants. Ils réfutaient la légitimité de cette érection d'un diocèse et estimaient devoir toujours allégeance à l'évêque de Londres, qui était jusque-là le supérieur hiérarchique des chapelains coloniaux et consulaires d'Outre-Mer.
La mission anglicane d'Ushuaïa prit de l'importance sous l'action de Thomas Bridges et George Lewis qui y vécurent avec leurs familles à compter de 1871. Elle devait être plus tard relocalisée dans l'archipel fuégien et poursuivit son action avec d'autres missionnaires jusqu'en 1916.
Le 14 janvier 1872, son trône et sa chaire épiscopale furent assignés à Stirling par le Révérend Charles Bull, chapelain colonial. Son intronisation aurait dû avoir lieu dans le bâtiment de la Bourse de Port Stanley. Mais il refusa d'être intronisé dans cet édifice à vocation commerciale, qui n'était pas une cathédrale. Après qu'un mur de ce bâtiment se fut effondré en 1886, les travaux de construction de la cathédrale commencèrent et elle fut consacrée en 1892.  
L'évêque renonça à son diocèse des Falkland en 1900 pour retourner en Angleterre, en tant que chanoine et évêque auxiliaire de Wells. Il y servit encore pendant vingt ans avant de se retirer à l'âge de 91 ans.

## Source
- (en) Cet article est partiellement ou en totalité issu de l’article de Wikipédia en anglais intitulé « Waite Stirling » (voir la liste des auteurs).